# Татарка (притока Дніпра)
Татарка — мала річка, ліва притока Дніпра у Дніпровському і Синельниківському районах Дніпропетровської області. Бере початок у с. Іларіонове. Тече на південний захід через села Придніпрянське і Любимівка. Вливається у Дніпро з північної сторони Любимівки.
Великі балки: праві - Попасна; ліві - Військова і Терновата.
У гирлі Татарки були два татарські острови: Татарчук та Великий татарський.
Про річку Татарку 1688 року пише «Літопис Самовидця» та 1736 року перший історик Запоріжжя князь С. І. Мишецький, який каже, що «на оной речке Татарке в 1736 году был построен от россіян редут».